# Nowe Dąbie
Nowe Dąbie (niem. Neu Dombie) – wieś sołecka w Polsce położona w województwie kujawsko-pomorskim, w powiecie żnińskim, w gminie Łabiszyn, w północno-wschodniej części Pojezierza Gnieźnieńskiego, będącego subregionem Pojezierza Wielkopolskiego. Przez wieś płynie rzeka Noteć, oraz kanał Górnonotecki. Według Narodowego Spisu Powszechnego (2021 r.) liczyła 928 mieszkańców. Jest drugą co do wielkości wsią gminy Łabiszyn (po Lubostroniu). W latach 1975–1998 miejscowość administracyjnie należała do województwa bydgoskiego.

## Nazwa
Słowo dąbie pochodzi od nazwy miejsca porośniętego dębami (inaczej: zbiór dębów). Nazwa ta kilkukrotnie się zmieniała, zaczynając od Dombie w 1787 roku, poprzez neu Dombie w latach 1796-1802, Dąbie Nowe 1880-1921, Neu Dombie 1921-1971, kończąc na Nowym Dąbiu od 1971 roku.

## Oświata
Od 1.09.2003r. funkcjonuje Niepubliczna Szkoła Podstawowa w Nowym Dąbiu prowadzona przez Stowarzyszenie "Mała Szkoła". Znajduje się ona w budynku dawnej filii Szkoły Podstawowej w Łabiszynie. Szkoła kształci uczniów klas I-III, dzieci 5 i 6 letnie w oddziale przedszkolnym, oraz 3 i 4 letnie w punkcie przedszkolnym. Aktualnie szkoła zatrudnia 6 nauczycieli. Dyrektorem placówki jest mgr Maria Stosik.

## Zabytki i archeologia
Na terenie wsi znajdują się dwa obiekty nieruchome ujęte w wojewódzkiej ewidencji zabytków – dom nr 55 z 2 poł. XIX w. (obecnie dom i sklep), oraz cmentarz ewangelicki, niemieckich mieszkańców wsi powstały również w XIX wieku. Cmentarz położony jest w lesie, na wzniesieniu przy drodze prowadzącej do Rzywna.
W Nowym Dąbiu znaleziono najstarsze na terenie gminy ślady osadnictwa ludzkiego pochodzące z paleolitu schyłkowego (obszar archeologiczny AZP 40-37)

## Infrastruktura

### Infrastruktura społeczna
W miejscowości funkcjonuje świetlica wiejska – miejsce spotkań rady sołeckiej, oraz miejsce różnego typu działań kulturalnych i społecznych dla mieszkańców sołectwa.
W pobliżu świetlicy znajdują się 3 boiska: do piłki nożnej, siatkówki plażowej i koszykówki.
We wsi znajdują się również 2 place zabaw – jeden na terenie Szkoły Podstawowej, a drugi, ogólnodostępny, obok boiska do piłki nożnej.
W 2017 roku obok placu zabaw powstała siłownia zewnętrzna.

### Infrastruktura techniczna
Nowe Dąbie jest w pełni zelektryfikowane. W znacznej części posiada oświetlenie drogowe.
W miejscowości znajduje się ujęcie wody i stacja wodociągowa które zasila wsie: Nowe Dąbie, Obórznia i Kąpie. Ujmowana woda poddawana jest procesowi uzdatniania na stacji wodociągowej poprzez odżelazianie
Miejscowość nie posiada kanalizacji. Mieszkańcy korzystają z szamb i przydomowych oczyszczalni ścieków

### Transport
Nowe Dąbie leży przy drodze wojewódzkiej nr 254 oraz przy drodze gminnej nr 130103C. We wsi znajdują się przystanki autobusowe obsługiwane przez PKS Bydgoszcz Sp. z o.o. na trasie Bydgoszcz-Barcin-Bydgoszcz.

## Wiara
Wierni kościoła katolickiego z miejscowości należą do Parafii św. Mikołaja w Łabiszynie, dekanat Łabiszyn, diecezja bydgoska.

## Gospodarka
Nowe Dąbie nie jest aktualnie wsią typowo rolniczą. Większość mieszkańców pracuje poza wsią, głównie w Bydgoszczy, Łabiszynie i Brzozie. Znajduje się tu kilka przedsiębiorstw o różnym profilu działalności, głównie drobne rzemieślnictwo lub handel. Największą firmą jest Zakład EL-PRZEM Spółka z o.o., działający od 2007 roku zajmujący się obróbką metali żelaznych i nieżelaznych oraz produkcją lamp LED.
Na terenie wsi znajdują się dwie kopalnie kruszyw (głównie piasku, żwiru i torfu):
- Kopalnia firmy Transpol Lider, znajdująca się na zachód od centrum wsi[20]
- Kopalnia KTK Łabiszyn SP. z o.o., znajdująca się na północny wschód od centrum wsi, na granicy ze wsią Olimpin.

## Podział

### Nieoficjalne części wsi
Ze względów historycznych oraz z powodu ciągłego powiększania się wsi w różnych kierunkach, mieszkańcy Nowego Dąbia używają lokalnego nazewnictwa na poszczególne obszary wsi:
- Antoniewo - do końca 2023 roku była to część wsi Nowe Dąbie. Od 1.01.2024 Antoniewo zostało uznane oddzielną wsią.[21]

- Frydrychowo – obszar położony na północ od centrum wsi. Znajduje się tutaj Śluza nr 4 Frydrychowo na Kanale Górnonoteckim oraz jeden dom jednorodzinny[22].
- Działki – obszar w południowo-wschodniej części wsi. Teren ten zajmują głównie ogródki działkowe należące do Stowarzyszenia Ogrodowego "Nad Notecią"[23]oraz licznie powstające domy jednorodzinne.
- Stare Dąbie lub Dąbie Stare – obszar położony w północno-wschodniej części miejscowości. W okolicach dawnego Okręgowego Przedsiębiorstwa Obrotu Zwierzętami Hodowlanymi (OPOZH). Głównie nowa zabudowa jednorodzinna[24][25]